# Esko Hautamäki
Esko Hautamäki (* 26. April 1941 in Kälviä) ist ein ehemaliger finnischer Radrennfahrer.

## Sportliche Laufbahn
Hautamäki gewann das Eintagesrennen Kokkolan ajo 1961, den Maantie Cup 1963 und 1964 sowie 1965 das Rennen Iisalmen ajot. Bei den Meisterschaften der Nordischen Länder 1963 gewann er die Silbermedaille im Mannschaftszeitfahren. 1964 und 1965 gewann er Bronze im Mannschaftszeitfahren der Meisterschaften der Nordischen Länder. Im Straßenrennen der nationalen Meisterschaft 1964 wurde er Dritter hinter dem Sieger Antero Lumme.  
Die Internationale Friedensfahrt fuhr er zweimal. 1963 wurde er 69. und 1964 57. der Gesamtwertung.